# Eremophilus mutisii
Eremophilus mutisii là một loài cá da trơn trong họ Trichomycteridae, và là loài duy nhất trong chi Eremophilus. Con trưởng thành dài khoảng 30 centimetres (12 in) and có nguồn gốc từ Bogotá River basin. It has probably been introduced to Ubaté, Chinquinquirá, and Tundama valleys, Colombia.
Đây là loài cá thực phẩm ngon. Đây là loài cá thực phẩm duy nhất có thể sống sót qua canh tranh từ loài cá trout và cá chép du nhập vào khu vực.